# Brieven van Oranienstein

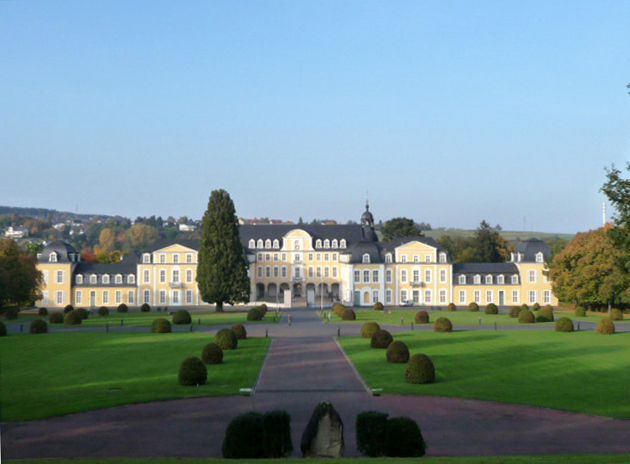
Slot Oranienstein anno 2008.

De Brieven van Oranienstein zijn een reeks brieven die Willem V van Oranje-Nassau in december 1801 verzond vanaf slot Oranienstein. Hij stuurde ze naar 15 prinsgezinde oud-regenten van de oude Republiek, die hij adviseerde om zich niet langer aan het staatsbestuur te onttrekken (waarmee hij zijn instructies in de Brieven van Kew deels ongedaan maakte). Hij en zijn zoon Willem Frederik erkenden ook de Bataafse Republiek en deden afstand van hun erfstadhouderschap. Dit was een voorwaarde die Eerste Consul Napoleon Bonaparte van de Franse Republiek had gesteld voor compensatie voor het verlies van hun bezittingen in de Nederlanden, die door de Bataafse Republiek verbeurdverklaard waren.
Willem V vaardigde de brieven pas uit na lange aarzeling en hij weigerde later om het geseculariseerde Prinsbisdom Fulda en de Abdij van Corvey als schadeloosstelling te aanvaarden, maar stemde ermee in dat Willem Frederik dat wel deed en zo vorst van Nassau-Oranje-Fulda werd.